# Eharius hermonensis
Eharius hermonensis är en spindeldjursart som beskrevs av Amitai och Swirski 1980. Eharius hermonensis ingår i släktet Eharius och familjen Phytoseiidae. Inga underarter finns listade i Catalogue of Life.